# 1961 en sport automobile
Chronologie du Sport automobile
1960 en sport automobile - 1961 en sport automobile - 1962 en sport automobile

## Les faits marquants de l'année1961enSport automobile
- Phil Hill remporte le Championnat du monde de Formule 1 au volant d’une Ferrari.
- Ned Jarrett remporte le championnat de la série NASCAR avec un montant total de 27 285 $ (USD).

## Par mois

### Avril
- 1er avril : victoire de Emanuel Zervakis (en) lors du Greenville 200 à Greenville en NASCAR Grand National.
- 3 avril :
  - Jim Clark s'impose sur une Lotus 18 au Grand Prix de Pau.
  - Rex White gagne la manche de NASCAR Grand National à Winston-Salem.

### Mai
- 14 mai (Formule 1) : Grand Prix automobile de Monaco.
- 22 mai (Formule 1) : Grand Prix automobile des Pays-Bas.
- 30 mai : 500 miles d'Indianapolis

### Juin
- 10 juin : départ de la vingt-neuvième édition des 24 Heures du Mans.
- 11 juin : victoire de Olivier Gendebien et Phil Hill aux 24 Heures du Mans.
- 18 juin, (Formule 1) : Grand Prix automobile de Belgique.

### Juillet
- 2 juillet (Formule 1) : Grand Prix automobile de France.
- 15 juillet (Formule 1) : Grand Prix de Grande-Bretagne.

### Août
- 6 août (Formule 1) : Grand Prix automobile d'Allemagne.

### Septembre
- 10 septembre (Formule 1) : Grand Prix automobile d'Italie.

### Octobre
- 8 octobre (Formule 1) : l'Écossais Innes Ireland remporte la huitième et dernière manche du Championnat du monde de F1 : le Grand Prix des États-Unis sa seule victoire dans une course de Formule 1 comptant pour le championnat du monde malgré un réservoir embouti aux essais. Il s'agit également de la première victoire du Team Lotus en Formule 1. Cette course s'est déroulée en l'absence de la Scuderia Ferrari car, au précédent Grand Prix, en Italie (où Ferrari et Phil Hill décrochèrent les titres de Champion du monde des constructeurs et Champion du monde des pilotes), 14 spectateurs ont péri dans l'accident qui coûta aussi la vie à Wolfgang von Trips.

## Naissances
- 1er février : Jim Pace, pilote automobile américain sur circuits à bord de voitures de sport, type Sport-prototypes.
- 18 février : Pascale Neyret, pilote automobile française de rallyes.
- 5 mars : Erik Carlsson, pilote de rallye suédois. († 27 mai 2015).
- 10 mars : Christine Driano, pilote automobile française de rallyes.
- 29 mars : Gary Brabham, pilote automobile australien.
- 30 mars : Mike Thackwell, pilote automobile néo-zélandais, a longtemps détenu le record du plus jeune pilote en Grand Prix de Formule 1.
- 12 avril : Corrado Fabi, pilote automobile italien.
- 20 avril : Paolo Barilla, pilote automobile italien, ayant disputé 15 Grands Prix de Formule 1 en 1989 et 1990.
- 19 mai : Firdaus Saripowitsch Kabirow, pilote de rallyes russe, spécialiste de rallyes-raids en camions.
- 22 juin : Jeff Ward : pilote de Supercross et motocross américain et ensuite pilote automobile.
- 23 juin : Jarmo Kytölehto, pilote de rallyes finlandais.
- 6 juillet : Hugues Delage, pilote de rallye français.
- 25 juillet : Franz Engstler, pilote automobile allemand.
- 1er août : Allen Berg, pilote automobile canadien.
- 28 août : Minna Sillankorva, pilote automobile finlandaise de rallyes.
- 19 septembre : Massimo Liverani, pilote automobile italien participant à la Coupe des énergies alternatives de la FIA.
- 30 septembre : Eric van de Poele, pilote automobile belge.
- 9 octobre : Julian Bailey, pilote britannique.
- 12 novembre : Mohammed Ben Sulayem, pilote automobile émirati champion de rallye.
- 6 décembre : Manuel Reuter, pilote automobile allemand.
- 19 décembre : Claude-Yves Gosselin, est un pilote automobile français.

## Décès
- 5 février : Ernesto Hilario Blanco, pilote automobile argentin (° 13 mars 1893).
- 15 juin : Giulio Cabianca, pilote automobile italien. (° 19 février 1923).